# Polypedilum chutteri
Polypedilum chutteri är en tvåvingeart som beskrevs av Harrison 2001. Polypedilum chutteri ingår i släktet Polypedilum och familjen fjädermyggor. Inga underarter finns listade i Catalogue of Life.